# Gianni Meccia
Gianni Meccia (Ferrara, 2 giugno 1931 – Ferrara, 9 aprile 2024) è stato un cantautore, paroliere, compositore e discografico italiano.
Fu il primo cantante ad essere definito "cantautore": il termine fu appositamente coniato da Maria Monti, durante una riunione con Ennio Melis e Vincenzo Micocci alla RCA Italia per lanciarne la carriera.

## Biografia

### Gli inizi
Gianni Meccia nacque a Ferrara il 2 giugno 1931.
Trasferitosi a Roma per intraprendere l'attività di attore cinematografico, iniziò ad esibirsi nei locali della capitale cantando alcune canzoni di sua composizione e nel 1954 riuscì anche a fare un'apparizione estemporanea nella trasmissione televisiva Primo applauso. Conobbe in questo periodo Franco Migliacci, con il quale ebbe in seguito occasione di collaborare. Fu proprio Migliacci a procurargli un'audizione presso la RCA Italiana; durante questo provino, in cui eseguì alcune sue canzoni caratterizzate da testi umoristici e surreali (come Odio tutte le vecchie signore, Il tarlo, Anche le guardie possono perdere l'equilibrio, Diomira) venne ascoltato per caso da Mario Riva, che decise di chiamarlo come ospite al suo programma Il Musichiere.
Destò scalpore in tale trasmissione agli inizi del 1959 in cui, accompagnandosi con la chitarra, eseguì Odio tutte le vecchie signore, brano in anticipo sui tempi (il cantautore lo incise solo anni dopo); nello stesso anno l'RCA gli propose un contratto, per cui iniziò ad incidere i primi 45 giri per la sottoetichetta Camden: per lui fu coniato il termine cantautore. Nel frattempo una sua canzone, Non restare fra gli angeli, come lato B di Farfalle, di cui Meccia scrisse il testo (con musica di Enrico Polito e Modugno), venne incisa da Domenico Modugno.

### Il successo come cantante

Gianni Meccia con Jimmy Fontana in Io bacio... tu baci

Dopo il primo 45 giri, Jasmine, passato inosservato, il successo arrivò con il secondo, Il barattolo, arrangiata da Ennio Morricone, che ebbe l'idea di inserire il rumore di un barattolo che rotola (fatto cadere su uno scivolo ricoperto da ghiaia e cemento); il successo venne replicato dal singolo successivo, Pissi pissi bao bao e, alla fine dell'anno, da Il pullover. Nello stesso periodo riscosse un grande successo come autore con S'è fatto tardi (su musica di Lilli Greco), Folle banderuola, cantata da Mina, Alzo la vela, interpretata da Jenny Luna, Primo sguardo, scritta per Nilla Pizzi, e Così, a poco a poco, cantata da Teddy Reno.
Nel 1961 debuttò al Festival di Sanremo con il brano Patatina, scritto con Franco Migliacci e cantato con Wilma De Angelis; dello stesso anno fu anche il brano Io lavoro e la partecipazione al film "musicarello" Io bacio... tu baci, sempre di quell'anno, in compagnia di Jimmy Fontana (con il quale cantò Cha-cha dell'impiccato, accompagnato dai Flippers), Adriano Celentano e Mina. Collaborò quindi con Piero Umiliani, col quale scrisse In un mare di guai per il film Mariti a congresso (regia di Luigi Filippo D'Amico) e Un milione per uno per I soliti rapinatori a Milano (regia di Giulio Petroni). Nel 1962 partecipò nuovamente a Sanremo, con la canzone Cose inutili (scritta da Ugo Tognazzi), interpretata da Fausto Cigliano e Jenny Luna, che venne eliminata; nello stesso anno pubblicò un altro 45 giri per un film mitologico, Arrivano i titani (regia di Duccio Tessari).

### Il successo come autore

Gianni Meccia con Edoardo Vianello, Jimmy Fontana e Nico Fidenco

I 45 giri successivi non ebbero successo e la RCA editò nuovamente Il pullover, abbinato ad un'interpretazione di Meccia di Folle banderuola. Anche questo disco tuttavia passò inosservato e Meccia continuò a incidere senza più grandi successi. Alcune sue canzoni furono poi raccolte nell'unico 33 giri pubblicato in quel periodo, Le canzoni d'amore di Gianni Meccia (con copertina di Peynet, che per l'occasione creò un disegno con i suoi celebri fidanzatini), mentre come autore proseguì nello scrivere canzoni, alcune anche con buon successo, come I ragazzi vogliono sapere per Mary Di Pietro, Era la donna mia per Robertino, Il plip per Rita Pavone  o Uno dei mods per Ricky Shayne.
Il suo più grande successo da autore fu però Il mondo, scritta per il testo con Jimmy Fontana (su musica di Carlo Pes, Lilli Greco e Jimmy Fontana), che la incise e divenne un successo mondiale. Nel 1967 partecipò al Festival di Sanremo con Ma piano (per non svegliarmi), cantata da Nico Fidenco e Cher, che non giunse alla finale (ma pochi mesi dopo venne inclusa dai Nomadi nel loro primo album, Per quando noi non ci saremo); nello stesso anno partecipò anche al Festival di Napoli con Dint'all'arca 'e Noé. Nel 1969 scrisse la lunga suite Concerto per Patty per Patty Pravo. 
Si dedicò anche al cinema, componendo colonne sonore Sentivano... uno strano, eccitante, pericoloso puzzo di dollari) e recitando anche in qualche pellicola. Con Bruno Zambrini scrisse le sigle della serie televisiva degli anni settanta Qui squadra mobile.

### Discografico
Negli anni settanta decise di intraprendere la carriera di discografico fondando nel 1970 la Pull, insieme a Bruno Zambrini: fu lui a scoprire e lanciare, tra gli altri, I Cugini di Campagna. Continuò però anche l'attività di autore scrivendo nel 1972 insieme a Zambrini, il brano L'amore viene, l'amore va che Ada Mori presentò alla Mostra Internazionale di Musica Leggera di Venezia.

### Morte
Gianni Meccia morì il 9 aprile 2024 all'età di 92 anni.

## Discografia

### Album in studio
- 1963 - Le canzoni d'amore di Gianni Meccia
- 1971 - Io, chi sono io?
- 1976 - Sul punto di dimenticare
- 1981 - Gianni Meccia
- 1981 - Le canzoni di Gianni Meccia
- 1983 - Il gioco della musica
- 1984 - Super4 (con I Super 4)
- 1987 - I Super 4: Belle senza età (con I Super 4)
- 1989 - Super quattro (con I Super 4)
- 1994 - Un cantante, un autore
- 1997 - Il pullover
- 2002 - Flashback: Gianni Meccia
- 2002 - I Super 4: I ragazzi di ieri

### Singoli
- 1959 - Jasmine / I soldati delicati
- 1960 - Il barattolo / Quanta paura
- 1960 - Pissi pissi, bao bao / Alzo la vela
- 1960 - Aiuto! / Io dico no
- 1960 - Odio tutte le vecchie signore / Diomira
- 1960 - Il pullover / S'è fatto tardi
- 1961 - Patatina / L'altalena dell'amore
- 1961 - Io lavoro / Le case
- 1961 - Cha-cha dell'impiccato / Baci cha-cha-cha
- 1961 - In un mare di guai / Un milione per uno
- 1961 - L'ultima lettera / Dove c'era una volta
- 1961 - Gianni torna a casa / Twist + twist
- 1962 - Cose inutili / Non vuoi perché non sai
- 1962 - Arrivano i titani / Le tue scale
- 1962 - Domenica ti porterò a ballare / Punto e basta
- 1962 - Bugiarda / Maria-Ria
- 1962 - Nicole (con Jimmy Fontana) / Twist n° 9 (Jimmy Fontana solo)
- 1962 - Sole magico di luglio / La nottola di notte
- 1962 - Così pallida / La ragazza di via Frattina
- 1962 - Il pullover (versione con zampogna) / Folle banderuola
- 1963 - Sole non calare mai / Verrà la luna
- 1963 - Il pupazzo / Ci vediamo domani
- 1964 - La cabina / I giorni caldi
- 1965 - Quelli che si amano / Adesso che hai parlato
- 1967 - Ma piano (per non svegliarmi)/Paola B.
- 1967 - Dint'a l'arca e Noé/Paola B.
- 1968 - Ciao, occhi bruni, ciao/Io, chi sono io?
- 1968 - Schiuma di mare/Il mio cuore va in frantumi
- 1976 - Dimmi dimmi chi è/Il barattolo
- 1983 - Il gioco della musica/Lupo di mare
- 1986 - Non abbiamo l'età/Non abbiamo l'età (strumentale)

### EP
- 1959 - Il nostro Natale (AA.VV.), Gianni Meccia : Din don di Natale
- 1960 - Meccia canta Meccia: Il barattolo / Alzo la vela / Folle banderuola / I segreti li tengono gli angeli
- 1962 - La nottola di notte / Lolita / Pronta ad amare / Quello che bolle in pentola

### Paroliere
- 1960: S'è fatto tardi - per Gianni Meccia, Helen Merrill - musica di Lilli Greco (RCA Italiana EPA 30-387)
- 1960: Giorni e giorni - per Alida Chelli - musica di Carlo Rustichelli (RCA Italiana 45N-1104)
- 1960: Folle banderuola - per Gianni Meccia - musica di Gianni Meccia (RCA Italiana/Camden ECP 55)
- 1961: Dove c'era una volta - per Gianni Meccia - testo di Gianni Meccia e Franco Migliacci -  musica di Enrico Polito (RCA Italiana/Victor PM45-3023)
- 1961: Le tue scale - per Gianni Meccia - musica di Bruno Zambrini (RCA Italiana/Victor PM45-3084)
- 1962: Un pugno di raggi d'oro - per Jimmy Fontana - musica di Jimmy Fontana (RCA Italiana PM45-3141)
- 1963: Sole, non calare mai - per Gianni Meccia - testo di Gianni Meccia e Franco Migliacci -  musica di Piero Umiliani (RCA Italiana PM45-3201)
- 1963: Verrà la luna - per Gianni Meccia - testo di Gianni Meccia e Franco Migliacci -  musica di Piero Umiliani (RCA Italiana PM45-3201)
- 1964: I giorni caldi - per Gianni Meccia - musica di Bazzocchi (pseudonimo di Gianni Meccia) (RCA Italiana PM45-3271)
- 1965: Adesso che hai parlato - per Gianni Meccia - musica di Brian Wilson (RCA Italiana PM45-3327)
- 1966: Se perdo anche te - per Gianni Morandi - testo di Gianni Meccia (Bazzocchi) e Franco Migliacci -  musica di Neil Diamond (RCA Italiana PM45-3375)
- 1969: I giorni tuoi, le notti mie - per Elio Gandolfi - musica di Ennio Morricone (Carosello CI 20244)

### Compositore
- 1960: Il pullover - per Gianni Meccia - testo di Franco Migliacci (RCA Italiana PM45-0103)
- 1960: Pissi pissi, bao bao - per Gianni Meccia - testo di Franco Migliacci (RCA Camden 45CP-72)
- 1961: Le case - per Gianni Meccia - testo di Silvana Simoni (RCA Italiana PM45-0133)
- 1961: Io lavoro - per Gianni Meccia - testo di Franco Migliacci (RCA Italiana PM45-0133)
- 1961: Patatina - per Gianni Meccia - testo di Franco Migliacci (RCA Camden 45CP-124)
- 1961: L'ultima lettera - per Gianni Meccia - testo di Franco Migliacci (RCA Italiana/Victor PM45-3023)
- 1961: L'altalena dell'amore - per Gianni Meccia - testo di Gianni Meccia (RCA Camden 45CP-124)
- 1961: La ragazza di Via Frattina - per Gianni Meccia - testo di Franco Migliacci (RCA Italiana PM45-3147)
- 1962: Cose inutili - per Gianni Meccia - testo di Ugo Tognazzi (RCA Italiana PM45-3060)
- 1962: Così pallida - per Gianni Meccia - testo di Gianni Meccia (RCA Italiana PM45-3147)
- 1962: Non vuoi perché non sai - per Gianni Meccia - testo di Gianni Meccia (RCA Italiana PM45-3060)
- 1962: Arrivano i titani - per Gianni Meccia - testo di Gianni Meccia (RCA Italiana PM45-3084)
- 1962: Folle banderuola - per Gianni Meccia - testo di Gianni Meccia (RCA Italiana PM45-3155)
- 1962: Invano - per Milva - testo di Antonio De Paolis (Cetra SP 1112)
- 1963: Il pupazzo - per Gianni Meccia - testo di Gianni Meccia (RCA Italiana PM45-3226)
- 1963: Ci vediamo domani - per Gianni Meccia - testo di Gianni Meccia (pseudonimo: Loris Bazzocchi) (RCA Italiana PM45-3226)
- 1963: Il ragazzo del muro della morte - per Gianni Meccia - testo di Gianni Meccia (RCA Italiana PM45-3230)
- 1964: Chiodo scaccia chiodo - per Jenny Luna (ARC AN 4014) - per Rosy (RCA Italiana PML 10371)
- 1964: Ti offro da bere - per Gianni Morandi (RCA Italiana PML 10372)
- 1964: Di là dal mar - per Tony Del Monaco - testo di Gianni Meccia (RCA Italiana PM45-3264)
- 1964: La cabina - per Gianni Meccia - testo di Carlo Rossi (RCA Italiana PM45-3271)
- 1964: Chissà cosa farà - per Gianni Morandi - testo di Gianni Meccia e Franco Migliacci
- 1964: I giorni caldi - per Gianni Meccia - testo di Gianni Meccia (pseudonimo: Bazzocchi) (RCA Italiana PM45-3271)
- 1965: Solo per te - per Peggy March - testo di Gianni Meccia (RCA Italiana/Victor 45N-1459)
- 1965: Plip - per Rita Pavone - musica di Gianni Meccia e Gian Claudio Mantovani - testo di Franco Migliacci (RCA Italiana PM45-3330)
- 1967: Ma piano - per Orietta Berti - testo di Gianni Meccia
- 1967 - Era la donna mia, interprete: Robertino, partecipa nel coro
- 1967 - Mangio la mia mela / Una figlia primitiva, interprete Isabella Biagini, partecipa nel coro
- 1971 - Decameron n° 3 - Le più belle donne del Boccaccio
- 1972 - Canterbury proibito
- 1972 - Guardami nuda
- 1973 - Sentivano uno strano, eccitante, pericoloso puzzo di dollari
- 1977 - Viva D'Artagnan, film d'animazione a cartoni animati
- 1980 - Charlotte, cartone animato, firma la sigla dell'edizione italiana: "La canzone di Charlotte", interpretata da "I papaveri blu"

## Filmografia

### Attore
- 1959 - I ragazzi del Juke-Box
- 1959 - Nel blu dipinto di blu
- 1960 - Urlatori alla sbarra
- 1961 - Io bacio... tu baci
- 1963 - Canzoni in... bikini
- 1966 - Djurado

### Cantante
- 1959 - I ragazzi del Juke-Box ("Odio tutte le vecchie signore)
- 1960 - Urlatori alla sbarra ("I soldati delicati")
- 1961 - Io bacio... tu baci ("Patatina" e "Cha cha cha dell'impiccato")
- 1962 - Colpo gobbo all'italiana ("La nottola di notte" , "Quello che bolle in pentola" e l'inedita "Sexy twist")
- 1962 - L'Amore difficile ("Sole magico di luglio")
- 1962 - Gli Italiani e le vacanze ("Bugiarda")
- 1963 - Canzoni in bikini ("Sole magico di luglio" e "Bugiarda" con Jimmy Fontana)
- 1963 - Diciottenni al sole ("Nicole" con Jimmy Fontana)
- 1967 - Per amore ...per magia...("Botolabò", duetto con Gianni Morandi)